# Hamza Boulemdaïs
Hamza Boulemdaïs, né le 22 novembre 1982 à Constantine, est un footballeur international algérien. Il évolue au poste d'attaquant.
Il compte 1 sélection en équipe nationale en 2012.
Il est le frère du footballeur Fayçal Boulemdaïs.

## Biographie
Il est sélectionné une seule fois dans sa carrière, en 2012 contre l'équipe de la Bosnie-Herzégovine.
Il joue de 2012 à 2016 pour le CS Constantine, club de sa ville natale, puis il part pour une demi-saison à Béjaia pour jouer au MO Bejaia avant de retourner au CSC.

## Palmarès
- Championnat d'Algérie en 2017 avec l'ES Sétif.
- Accession en Ligue 1 en 2008 avec le MSP Batna.
- Finaliste de la coupe nord-africaine des vainqueurs de coupe en 2009 avec la JSM Béjaia.

### Distinctions personnelles
- Membre de l'équipe-type[2] de la Ligue 1 algérienne en 2014.